# Іловка (Крань)
'Іловка (словен. Ilovka) — поселення в общині Крань, Горенський регіон, Словенія. Висота над рівнем моря: 404,3 м.